# Пілсудчик (бронепоїзд)
Бронепоїзд «Пілсудчик» (Бронепоїзд № 1 і 52) — бронепоїзд Війська Польського Другої Республіки Посполитої. Поїзд брав участь у важких боях під Варшавою. 20 вересня 1939 року, коли прориватися далі було неможливо, потяг був покинутий екіпажем і знищений біля села Мрози на лінії Варшава — Берестя. Кравчак і Одземковський, підсумовуючи дії обозу, писали: «Чотириденна битва Пілсудчика під Мрозами, в тилу ворога, є одним із найкрасивіших прикладів самовідданості й патріотизму польських панцирників».

## Історія

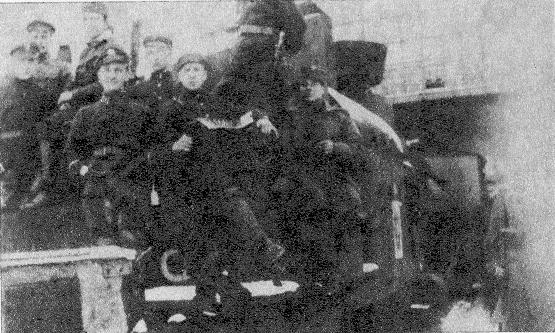
Бронепоїзд Пілсудчик та його екіпаж у Західній Україні 1918—1919 рр.

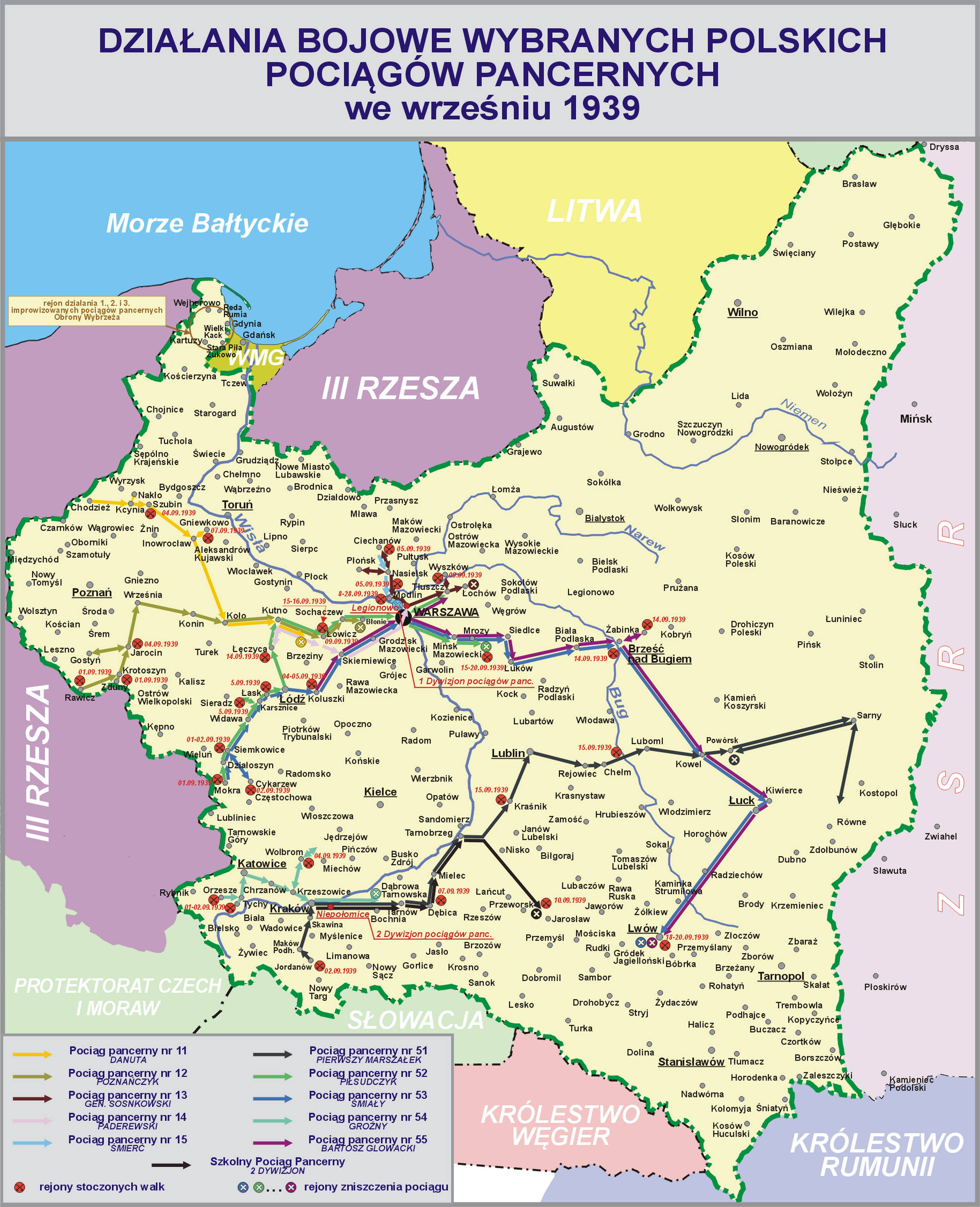

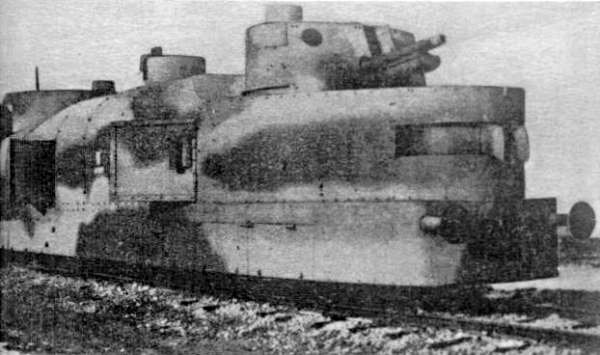
Типовий польський артилерійський вагон 1939 року. Вагони цього типу використовувалися в польських поїздах: Сміливий та Пілсудчик.

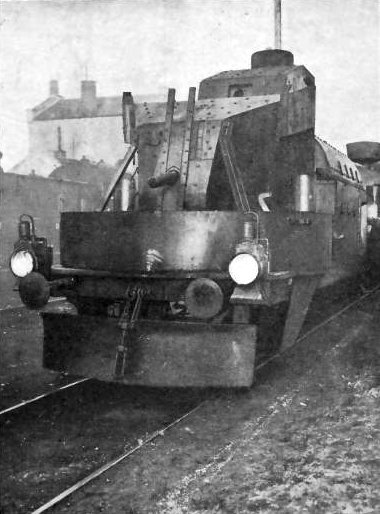
Типовий австрійський артилерійський вагон 1915 р. поїзда типу V. Захоплені вагони цього типу використовувалися в польських поїздах: Сміливий, Пілсудчик 1920 р. та Смерч 1939 р.

У 1918 році на станції Прокоцим під Краковом було захоплено неушкоджений сучасний австро-угорський бронепоїзд, який складався з двох передніх артилерійських вагонів, двох піхотних та одного штурмового. З цього потягу було організовано два бронепотяги: «Пілсудчик» (ПП № 1) і «Сміливий» (ПП № 2), які брали участь у боях за Львів.
10 і 11 березня 1919 року бронепоїзд «Пілсудчик» брав участь у боях за Городок, у наступні дні підтримував оборону поляків Кам'яноброда та лінії Верешиці.
Під час польсько-радянської війни підпорядковувався 4-й армії.
У 1921 році бригада поїзда брала участь у Третьому Сілезькому повстанні, включно з битвою за Кендзежин, у якій вона втратила 20 % особового складу.
У 1927 році він був переведений з навчального ескадрону бронепоїздів до новоствореного 2-го ескадрону бронепоїздів у Неполомиці. Це був маневровий (шкільний) поїзд, і його тримали в готовності також у мирний час. У вересні 1939 року він мав на озброєнні дві 100-мм гаубиці, дві 75-мм гармати та 19 великокаліберних кулеметів.
Потяг розпочав мобілізацію 25 серпня 1939 р.; неброньований локомотив із закріпленим за поїздом цивільним машиністом. 3 серпня бойова чота разом з господарською загоном прибула до Семковиць. Потяг був призначений армії «Лодзь» (кодове найменування «Башта») з 30-ю піхотною дивізією, дислокованою в районі Дзялошина. З початком війни бойовий загін переїхав до Дзялошин, відбивав атаки повітря. Повернулися до Сімковіце 2 вересня після ремонту колій. У другій половині дня 2 вересня німці взяли Дзялошин; пошкоджені колії між Дзялошином і Сємковіце завадили використанню поїзда на першій лінії. 3 вересня потяг відійшов до Відави, де був підпорядкований 28-й піхотній дивізії та був перекинутий до Ласька, де провів день 4 вересня в резерві. 5 вересня під час битви під Вартою; потяг було направлено для патрулювання на шляху Ласьк- Здунська Воля та підтримки контратаки 2-го батальйону 31-го полку біля Мніхова. У другій половині дня польські війська відступили до Войславіце; обидва склади відбили численні нальоти авіації кап. Миколая Гончара було поранено, ступінь руйнування колій і близькість ворога змусили його серйозно задуматися про залишення та знищення потягу, але потяг було відведено до Лодзі. 6 вересня потяг патрулював ділянку між Ласьком і Паб'яніце, потім отримав наказ відійти до Варшави, цим маршрутом супроводжувався вантаж золота з Банку Познанського. По дорозі було пройдено багато спалених станцій і зруйнованих транспортів. Вранці 8 вересня поїзд прибув на станцію Прага Варшавська.
Тоді потяг був приписаний до оперативної групи «Вишкув» і прямував до Леґьоново, досягнувши Тлуща вранці 9 вересня. Вранці 10 вересня поїзд вирушив до Рембертува, а звідти був направлений на лінію Мінськ-Мазовецький — Мрози — Седльце. Була велика затримка на цьому маршруті, через руйнування насосної станції в Мінську; відремонтували ст поїзна бригада. На схід від Мрозів утворився новий затор; Німці окупували Седльце та Мінськ, крім «Пілсудчика», на коліях застрягло господарське депо поїзда № 13 («Генерал Сосновський») та 17 евакуаційних транспортів. З підрозділів у виниклому котлі — «Пілсудчик», 17 залізничних рот та інших формувань — імпровізована група під проводом полк. Прус-Вєнковського. 15 вересня потяг розпочав патрулювання за маршрутом Соснове — Мрози. 16 і 17 вересня було відбито ряд атак німців, 17 вересня втрачено один з артилерійських вагонів; у сутінках захисники мусили відійти з Мрозів до села Соснове. Мрози були відвойовані вранці 18 вересня, запеклі бої тривали в районі Мрозів і Цеглова, польські частини, часто без амуніції, билися на багнети; 19 вересня потяг втратив бойовий вагон. 20 вересня в поїзді була одна гармата з 6 снарядами і 3 саморобних кулемети. 20 вересня 1939 року, коли прориватися далі було неможливо, потяг був покинутий екіпажем і знищений біля міста Мрози на лінії Варшава — Бжесть над Бугом.
Солдати потягу після невдалої спроби дістатися до Варшави у складі групи полк. Миколай Прус-Вєнковський, увійшла до ООГ «Полісся» ген. Кліберг і воював під Коком.

## Тренувати солдатів
Навчайте командирів
- кап. Станіслав Табіш (1918—1919)
- пор ст. Ян Вітольд Коморовський (з 1 листопада 1922[23])
- кап. стаття Януш Юзеф Гжесло (після листопада 1926[24])
- капітан арт Альбін Олейник[25].
- кап. Миколай Гончар (Вересневий похід)[4]

Інші солдати потягу
- Станіслав Коморницький

Потяг, кинутий 1 вересня 1939 р.
- Командир: кап. Миколай Гончар (поранений 5 вересня 1939 року, повторно поранений 17 вересня. Вересень 1939 року в районі Мрозова.)
- Заступник: лейт. Болеслав Сітковський (у 1942 році був убитий в Освенцимі)
- Лікар: підпоручик рез. доктор мед. Ієронім Левкович[27]
- Командир 1-го вогневого взводу: 2-й лейтенант рез. Роман Мальхер (ранок 1 вересня 1939 року)
- Командир 2-го вогневого взводу: 2-й лейтенант рез. Людвік Богуслав Хшащ
- Командир бойового взводу: 2-й лейтенант рез. Євген Гіхальський
- Командир дрезинового взводу: старший лейтенант Станіслав Мацкевич
- Командир технічного взводу: лейтенант інж. Антоній Міхал Коссобудський

## Склад поїзда
- броневоз Ті 3 № 13 з тендером 12С1 № 481 (з вежею типу Урсус),
- десантний вагон № 402633 з радіостанцією РКДП/П
- 2 здвоєні артилерійські вагони польського виробництва тип III № 699069 і 699070, озброєні 1 гарматою wz. 02/26 і 1 wz. 14/19А,
- 2 платформи Pdks на кінцях поїзда,
- дренажний взвод з двох комплектів, оснащених 2 танками Renault FT і 5 танкетками TKS[28].

Екіпаж бронепотяга «Пілсудчик» воював у березні 1919 р. у складі групи полк. Павліка налічувала 75 вояків (з них 9 офіцерів). Його бойова чисельність не перевищувала 50 вояків, які керували 3 гарматами та 9 важкими кулеметами.

## Пам'ятний знак

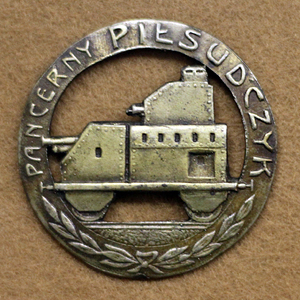
Нагрудний знак

Нагрудний знак затверджений наказом MSWojsk. Журнал груд. № 49 від 13 грудня 1921 року Кругла, ажурна, діаметром 45 мм, тиснена з посрібленої бронзи. Товщина листа приблизно 0,8 мм. На кільці вгорі напис: Pancerny Piłsudczyk, унизу лаврові гілки, перев'язані стрічкою. Посередині — силует бойової машини на залізничній колії. Знак носився на рукаві.

## Виноски
1. ↑  Krawczak. Polskie pociągi pancerne. с. 146.
2. ↑  Gazeta Lwowska, Lwów (Nr 60), 13.03.1919: 4 {{citation}}: |number= має зайвий текст (довідка); Cite має пустий невідомий параметр: |inventor= (довідка); Пропущений або порожній |title= (довідка)
3. ↑  Krawczak. Polskie pociągi pancerne. с. 18.
4. 1 2 3  Krawczak. Polskie pociągi pancerne. с. 35.
5. 1 2 3  Krawczak. Polskie pociągi pancerne. с. 108.
6. ↑  Krawczak. Polskie pociągi pancerne. с. 114.
7. ↑  Krawczak. Polskie pociągi pancerne. с. 118.
8. ↑  Krawczak. Polskie pociągi pancerne. с. 119.
9. ↑  Krawczak. Polskie pociągi pancerne. с. 121–123.
10. ↑  Krawczak. Polskie pociągi pancerne. с. 124.
11. ↑  Krawczak. Polskie pociągi pancerne. с. 127–128.
12. ↑  Krawczak. Polskie pociągi pancerne. с. 129.
13. ↑  Krawczak. Polskie pociągi pancerne. с. 130.
14. ↑  Krawczak. Polskie pociągi pancerne. с. 131.
15. ↑  Krawczak. Polskie pociągi pancerne. с. 132–133.
16. ↑  Krawczak. Polskie pociągi pancerne. с. 134–135.
17. ↑  Krawczak. Polskie pociągi pancerne. с. 138.
18. ↑  Krawczak. Polskie pociągi pancerne. с. 139.
19. ↑  Krawczak. Polskie pociągi pancerne. с. 140–141.
20. ↑  Krawczak. Polskie pociągi pancerne. с. 143.
21. ↑  Krawczak. Polskie pociągi pancerne. с. 144.
22. ↑  Krawczak. Polskie pociągi pancerne. с. 145.
23. ↑  Dziennik Personalny M.S.Wojsk. Nr 46 z 23.11.1922 r.
24. ↑  Dziennik Personalny M.S.Wojsk. Nr 50 z 24.11.1926 r.
25. ↑  , Kiński, Malanowska, Olech, Ryżewski,, "Katyń, Księga Cmentarna"
26. ↑  Szubański, Rajmund. Polska broń pancerna w 1939 roku. с. 284.
27. ↑  Bielski, Mieczysław. Grupa Operacyjna „Piotrków” 1939. с. 363.
28. ↑  Jońca, 2020.
29. ↑  Odziemkowski, 2011.
30. ↑  Żebrowski, 1971.
31. ↑  Sawicki та Wielechowski, 2007.